# M. K. Hume
Marylin Hume (Ipswich, 1 de enero de 1948), quien escribe bajo el seudónimo M. K. Hume es una escritora australiana de novelas históricas basadas en el rey Arturo y Merlín. Sus novelas han sido aclamadas por su rica descripción y realismo histórico.

## Biografía
Hume se graduó como profesora de Arte e Historia Antigua en 1967 y comenzó a trabajar. Mientras enseñaba, tomó cursos universitarios como estudiante a distancia en la Universidad de Queensland en Inglés e Historia Antigua. En 1996, Hume entró en una competición de escritos sobre romances históricos de la compañía Random House Publishing Group bajo el patrocinio de una revista para mujeres. Hume escribió una novela basada en su historia familiar. La novela ganó el segundo premio concursando entre varios autores reconocidos, obteniendo $5,000 dólares australianos. Teniendo la idea de escribir novelas basadas en el rey Arturo, Humo deja el Departamento de Educación de Queensland para dedicarse a la escritura. Actualmente vive en Brisbane, desde donde viaja a Europa en busca de inspiración y con motivos de investigación.

### Trilogía del Rey Arturo
1. El Hijo del Dragón (Dragon's Child, 2009)
2. El Guerrero de Occidente (Warrior of the West, 2009)
3. El Cáliz Maldito (The Bloody Cup, 2010)

### Profecía de Merlín
1. Batalla de Reyes (Clash  of Kings, 2010)
2. Muerte de un Imperio (Death of an Empire, 2012)
3. Red de Traiciones (Hunting with Gods, 2013)[4]

### Trilogía de los Celtas
1. El Último Dragón (The Last Dragon, 2014)
2. El Señor de la Guerra (The Storm Lord, 2014)
3. El Rey del Invierno (The Ice King, 2015)

### Tintagel
1. The Blood of Kings (2015)
2. The Poisoned Throne (2015)
3. The Wolf of Midnight (2018)